# Jan Misiak
Jan Misiak (ur. 1942) – polski inżynier, specjalista w zakresie mechaniki technicznej ciał stałych oraz stateczności konstrukcji, profesor nauk technicznych, nauczyciel akademicki, założyciel oraz były rektor Wyższej Szkoły Ekologii i Zarządzania w Warszawie.

## Życiorys
W 1968 ukończył studia na Politechnice Warszawskiej. W 1989 otrzymał tytuł naukowy profesora nauk technicznych. Został nauczycielem akademickim Wojskowej Akademii Technicznej im. Jarosława Dąbrowskiego w Warszawie.
W 1995 założył Wyższą Szkołę Ekologii i Zarządzania w Warszawie i został jej rektorem oraz profesorem zwyczajnym. Po odejściu ze stanowiska rektora został prezydentem WSEiZ w Warszawie.
Był członkiem Komitetu „Człowiek i Środowisko” Polskiej Akademii Nauk.

## Wybrane publikacje
- Mechanika techniczna: laboratorium (współautor, 2014)
- Wybrane zagadnienia stateczności statycznej i dynamicznej konstrukcji prętowych i powłokowych: monografia (współautor: , 2010)
- Wytrzymałość materiałów z przykładami analizy komputerowej: zadania (współautor, 2007)
- Wytrzymałość materiałów z przykładami analizy komputerowej (współautor, 2003)
- Obliczenia konstrukcji prętowych (1993)
- Ćwiczenia laboratoryjne z wytrzymałości materiałów (współautor: Krzysztof Dziewiecki, 1992)
- Wytrzymałość (1992)
- Relacje społeczno-ekonomiczne na pograniczu polsko-czeskim (1990)
- Stateczność konstrukcji prętowych (1990, wiele wydań)
- Statyka i kinematyka (1989, wiele wydań)
- 70 rocznica odzyskania niepodległości przez Polskę 1918–1988: materiały pokonferencyjne (red. nauk., 1989)
- Mechanika układów prętowych (1987)
- Kinematyka (1987, wiele wydań)
- Dynamika (1986, wiele wydań)
- Statyka i stateczność konstrukcji prętowych (1985)
- Statyka (1985, wiele wydań)
- Teoria stateczności płaskich dźwigarów kratowych (1976)
- Problemy współczesnej architektury i budownictwa: materiały II krajowej konferencji ARCHBUD 2009, Zakopane, 8–11 września 2009: praca zbiorowa (red. nauk. wspólnie z Wojciechem Dornowskim, 2009)
- Problemy współczesnej architektury i budownictwa: materiały pierwszej krajowej konferencji ARCHBUD, Zakopane, 3–5 września 2008: praca zbiorowa (red. nauk. wspólnie z Wojciechem Dornowskim, 2008)
- 35-lecie środowiska akademickiego I Wydziału Mechanicznego (red. nauk., 1986)[1]